# تود وليامز (لاعب كرة قاعدة)
تود وليامز (بالإنجليزية: Todd Williams)‏ هو لاعب كرة قاعدة أمريكي، ولد في 13 فبراير 1971 في سيراكيوز في الولايات المتحدة.

## وصلات خارجية
- تود وليامز على موقع دوري كرة القاعدة الرئيسي (الإنجليزية)
- تود وليامز على موقعبيزبول رفرنس.كوم (الدوري الرئيسي) (الإنجليزية)
- تود وليامز على موقعبيزبول رفرنس.كوم (الدوري الثانوي) (الإنجليزية)
- تود وليامز على موقع إي إس بي إن.كوم (أم.أل.بي) (الإنجليزية)
- تود وليامز على موقع مشجعي الرسوم البيانية (الإنجليزية)
- تود وليامز على موقع أوليمبيديا (الإنجليزية)